# 自由を守る会
自由を守る会（じゆうをまもるかい）は、日本の政治団体、地域政党。

## 党史
2014年11月19日にみんなの党が両院総会で28日付で解党することを決めたことを受け、同党所属の上田令子東京都議会議員が11月21日に地域政党「自由を守る会」の設立を届け出た。2015年3月には京都党などと共同で地域政党サミットを設立。同年の第18回統一地方選挙では7名に推薦を、3名に支持を出し、うち推薦候補4名が当選した。
上田は東京都議会ではみんなの党出身の音喜多駿、両角穣と会派「かがやけTokyo」に所属しており、同会派は2017年1月23日に都民ファーストの会に合流し、3人は同年の東京都議選では都民ファーストの会から立候補することが内定した。これを受け自由を守る会は同日に代表を武蔵野市議会議員の竹内聖織に交代。さらに4月3日には「発展的解消」として解党を発表した。
都議選後の10月5日に上田、音喜多は都民ファーストの会の党運営を批判し離党届を提出。翌6日に上田は自由を守る会の再設立を届出、代表に復帰。この際、上田は同会の解散は都民ファーストの会幹部の要求によるものであったと述べた。
上田、音喜多は都議会では会派「かがやけTokyo」を再結成していたが、2018年10月以降、翌年の統一地方選への候補者擁立や音喜多の週刊誌報道への対応などを巡り対立が激化し、11月13日に音喜多が会派を離脱。12月20日に上田は一人会派の「かがやけTokyo」を「自由を守る会」に変更し、地域政党と名称を統一した。
2019年の統一地方選挙では3名の公認候補と7名の推薦候補（無所属）を擁立したほか、みんなの党（政治団体）（旧みんなの党代表の渡辺喜美が設立した政治団体）と候補者の相互推薦を行った（計3名の候補を推薦）。公認候補と相互推薦候補は全員落選したが、無所属の推薦候補4名が当選した。
2021年東京都議会議員選挙では代表の上田が再選。
2023年4月の第20回統一地方選挙では、現職4人のほか、墨田区議会議員選挙では党政策担当幹事を務める井上和雄元衆議院議員も立候補した。投開票の結果、井上は落選したが現職4人は全員再選した。
前区長の辞職に伴う2023年12月10日投開票の江東区長選挙では、元江東区議の三戸安弥を党推薦で擁立したが、候補者5人中3位で落選した。
2024年7月7日投開票の東京都議会議員補欠選挙において江東区選挙区に無所属で立候補した前述の三戸を推薦し、三戸は当選した。三戸は上田と会派「自由を守る会」を結成し、都議会では一人会派（無所属）状態から脱した。
2025年東京都議会議員選挙では現職の上田、三戸が再選し現有議席を維持した。

## 政策
以下の5点を基本政策として掲げている。
1. 行財政改革 - 財政健全化、事業検証、天下り撤廃など
2. 教育改革&子ども・子育て支援 - あらゆる暴力からの子どもの人権保護、公教育の在り方の検証など
3. 過不足ない福祉の実現！ - 社会保障の精査、真の困った人々への選択と集中
4. 安全安心のまちづくり - 就労支援、復職支援、働きながら子育てできる環境整備など
5. 議員・議会改革 - 地方議会が首長の追認機関に甘んじている現状を正し、住民利益について議論できる本来の二元代表制を取り戻す

## 所属

### 役員・議員
2024年7月9日現在
| 役職                   | 氏名       | 所属・主な肩書                   |
| ---------------------- | ---------- | -------------------------------- |
| 代表                   | 上田令子   | 東京都議会議員                   |
| 幹事長                 | 渡辺大三   | 小金井市議会議員                 |
| 幹事・国際局局長       | 井上ノエミ | 墨田区議会議員                   |
| 政策担当幹事・会計監査 | 高木章成   | 前小金井市議会議員               |
| 議員                   | 三戸安弥   | 東京都議会議員                   |
| 議員                   | 高浜直樹   | 文京区議会議員                   |
| 議員                   | 白川愛     | 目黒区議会議員                   |
| 特別顧問               | 渡辺喜美   | 元参議院議員                     |
| 特別顧問               | 井上和雄   | 元衆議院議員                     |
| 顧問                   | 村橋孝嶺   | 地域主権型道州制国民協議会理事長 |
| 顧問                   | 江口克彦   | 元参議院議員                     |
| 顧問                   | 松本武洋   | 元埼玉県和光市長                 |
| 顧問                   | 坂巻良一   | 元川崎市職員                     |

### 歴代の主な役員表
| 代表         | 幹事長       | 副幹事長     | 副幹事長      | 事務局長     | 就任年月      |
| ------------ | ------------ | ------------ | ------------- | ------------ | ------------- |
| 上田令子     | 鈴木一郎     |              |               | 渡辺大三     | 2014年12月    |
| 上田令子     | （空席）     | 2015年5月    |               | 渡辺大三     |               |
| 竹内聖織     | （空席）     | （空席）     | 2017年1月23日 |              |               |
| （一時解党） | （一時解党） | （一時解党） | （一時解党）  | （一時解党） | 2017年4月3日  |
| 上田令子     | （空席）     |              |               | 渡辺大三     | 2017年10月6日 |
| 上田令子     | 渡辺大三     | 三次由梨香   | 新井克尚      | 秦智紀       | 2018年3月29日 |
| 上田令子     | 渡辺大三     | 竹内聖織     | 竹内聖織      | 秦智紀       | 2018年9月5日  |
| 上田令子     | 渡辺大三     | 竹内聖織     | 竹内聖織      | （空席）     | 2019年5月     |